# Luge nos Jogos Olímpicos de Inverno de 2018 - Individual masculino
O evento individual masculino do luge nos Jogos Olímpicos de Inverno de 2018 ocorreu no Centro de Deslizamento Olímpico, em Daegwallyeong-myeon, PyeongChang, entre 10 e 11 de fevereiro.

## Medalhistas
| Ouro   | AUT David Gleirscher |
| Prata  | USA Chris Mazdzer    |
| Bronze | GER Johannes Ludwig  |

## Resultados
| Pos.              | Bib | Atleta                  | 1ª descida | Pos. | 2ª descida | Pos. | 3ª descida | Pos. | 4ª descida  | Pos.        | Total       | Diferença   |
| ----------------- | --- | ----------------------- | ---------- | ---- | ---------- | ---- | ---------- | ---- | ----------- | ----------- | ----------- | ----------- |
| Medalha de ouro   | 11  | AUT David Gleirscher    | 47.652     | 1    | 47.835     | 7    | 47.584     | 4    | 47.631      | 4           | 3:10.702    | —           |
| Medalha de prata  | 13  | USA Chris Mazdzer       | 47.800     | 5    | 47.717     | 2    | 47.534     | 1    | 47.677      | 7           | 3:10.728    | +0.026      |
| Medalha de bronze | 3   | GER Johannes Ludwig     | 47.764     | 3    | 47.940     | 14   | 47.625     | 6    | 47.603      | 3           | 3:10.932    | +0.230      |
| 4                 | 4   | ITA Dominik Fischnaller | 47.930     | 10   | 47.967     | 16   | 47.562     | 3    | 47.475      | 1           | 3:10.934    | +0.232      |
| 5                 | 5   | GER Felix Loch          | 47.674     | 2    | 47.625     | 1    | 47.560     | 2    | 48.109      | 19          | 3:10.968    | +0.266      |
| 6                 | 19  | CAN Samuel Edney        | 47.862     | 9    | 47.755     | 4    | 47.759     | 10   | 47.645      | 6           | 3:11.021    | +0.319      |
| 7                 | 14  | ITA Kevin Fischnaller   | 47.853     | 8    | 47.793     | 5    | 47.596     | 5    | 47.812      | 8           | 3:11.054    | +0.352      |
| 8                 | 6   | OAR Roman Repilov       | 47.776     | 4    | 47.740     | 3    | 47.948     | 15   | 47.644      | 5           | 3:11.108    | +0.406      |
| 9                 | 2   | AUT Wolfgang Kindl      | 47.955     | 11   | 47.858     | 9    | 47.799     | 12   | 47.521      | 2           | 3:11.133    | +0.431      |
| 10                | 10  | GER Andi Langenhan      | 48.083     | 18   | 47.850     | 8    | 47.630     | 7    | 47.870      | 13          | 3:11.433    | +0.731      |
| 11                | 8   | LAT Kristers Aparjods   | 47.822     | 6    | 47.834     | 6    | 47.858     | 13   | 47.942      | 17          | 3:11.456    | +0.754      |
| 12                | 24  | CAN Reid Watts          | 47.960     | 12   | 47.895     | 10   | 47.787     | 11   | 47.848      | 11          | 3:11.490    | +0.788      |
| 13                | 22  | OAR Stepan Fedorov      | 48.035     | 13   | 47.936     | 13   | 47.755     | 9    | 47.882      | 14          | 3:11.608    | +0.906      |
| 14                | 1   | OAR Semen Pavlichenko   | 48.337     | 24   | 47.923     | 12   | 47.716     | 8    | 47.883      | 15          | 3:11.859    | +1.157      |
| 15                | 7   | AUT Reinhard Egger      | 48.221     | 20   | 47.903     | 11   | 47.963     | 17   | 47.840      | 10          | 3:11.927    | +1.225      |
| 16                | 25  | CAN Mitchel Malyk       | 48.075     | 17   | 48.050     | 18   | 47.952     | 16   | 47.869      | 12          | 3:11.946    | +1.244      |
| 17                | 20  | ITA Emanuel Rieder      | 48.040     | 14   | 48.047     | 17   | 47.972     | 18   | 48.082      | 18          | 3:12.141    | +1.439      |
| 18                | 23  | USA Taylor Morris       | 48.072     | 15   | 48.793     | 32   | 47.858     | 13   | 47.824      | 9           | 3:12.547    | +1.845      |
| 19                | 26  | POL Maciej Kurowski     | 48.103     | 19   | 48.467     | 24   | 48.158     | 22   | 47.885      | 16          | 3:12.613    | +1.911      |
| 20                | 17  | LAT Inārs Kivlenieks    | 48.274     | 21   | 48.370     | 22   | 48.066     | 20   | 48.112      | 20          | 3:12.822    | +2.120      |
| 21                | 16  | CZE Ondřej Hyman        | 48.324     | 23   | 48.276     | 20   | 48.313     | 25   | Não avançou | Não avançou | Não avançou | Não avançou |
| 22                | 31  | GBR Adam Rosen          | 48.477     | 25   | 48.410     | 23   | 48.280     | 23   | Não avançou | Não avançou | Não avançou | Não avançou |
| 23                | 35  | UKR Anton Dukach        | 48.888     | 27   | 48.307     | 21   | 48.303     | 24   | Não avançou | Não avançou | Não avançou | Não avançou |
| 24                | 21  | LAT Arturs Dārznieks    | 48.305     | 22   | 48.671     | 29   | 48.602     | 28   | Não avançou | Não avançou | Não avançou | Não avançou |
| 25                | 12  | SVK Jozef Ninis         | 47.833     | 7    | 50.014     | 37   | 48.095     | 21   | Não avançou | Não avançou | Não avançou | Não avançou |
| 26                | 9   | USA Tucker West         | 48.484     | 26   | 47.942     | 15   | 49.593     | 37   | Não avançou | Não avançou | Não avançou | Não avançou |
| 27                | 15  | POL Mateusz Sochowicz   | 49.047     | 29   | 48.203     | 19   | 48.930     | 31   | Não avançou | Não avançou | Não avançou | Não avançou |
| 28                | 27  | AUS Alexander Ferlazzo  | 48.073     | 16   | 48.587     | 27   | 49.351     | 36   | Não avançou | Não avançou | Não avançou | Não avançou |
| 29                | 18  | ROU Valentin Crețu      | 49.030     | 28   | 49.085     | 33   | 48.424     | 26   | Não avançou | Não avançou | Não avançou | Não avançou |
| 30                | 29  | KOR Lim Nam-kyu         | 49.461     | 31   | 48.591     | 28   | 48.620     | 29   | Não avançou | Não avançou | Não avançou | Não avançou |
| 31                | 39  | ROU Andrei Turea        | 49.482     | 32   | 48.489     | 26   | 49.314     | 35   | Não avançou | Não avançou | Não avançou | Não avançou |
| 32                | 36  | GEO Giorgi Sogoiani     | 49.300     | 30   | 49.151     | 34   | 49.008     | 33   | Não avançou | Não avançou | Não avançou | Não avançou |
| 33                | 34  | GBR Rupert Staudinger   | 49.626     | 33   | 49.259     | 35   | 48.957     | 32   | Não avançou | Não avançou | Não avançou | Não avançou |
| 34                | 37  | IND Shiva Keshavan      | 50.578     | 36   | 48.710     | 31   | 48.900     | 30   | Não avançou | Não avançou | Não avançou | Não avançou |
| 35                | 33  | SVK Jakub Šimoňák       | 51.724     | 38   | 48.690     | 30   | 48.522     | 27   | Não avançou | Não avançou | Não avançou | Não avançou |
| 36                | 40  | KAZ Nikita Kopyrenko    | 50.147     | 35   | 50.327     | 38   | 49.244     | 34   | Não avançou | Não avançou | Não avançou | Não avançou |
| 37                | 28  | BUL Pavel Angelov       | 51.569     | 37   | 49.449     | 36   | 50.094     | 39   | Não avançou | Não avançou | Não avançou | Não avançou |
| 38                | 38  | TPE Lien Te-an          | 52.121     | 39   | 51.472     | 39   | 50.545     | 40   | Não avançou | Não avançou | Não avançou | Não avançou |
| 39                | 30  | SLO Tilen Sirše         | 49.887     | 34   | 58.776     | 40   | 49.646     | 38   | Não avançou | Não avançou | Não avançou | Não avançou |
| 40                | 32  | UKR Andriy Mandziy      | 1:02.935   | 40   | 48.473     | 25   | 47.981     | 19   | Não avançou | Não avançou | Não avançou | Não avançou |

Legenda
| Recorde mundial      | Recorde mundial (World record)               |                       | Recorde africano                      | Recorde africano (African) |                                           | Q | Classificado por posição (Qualified) |
| Recorde olímpico     | Recorde olímpico (Olympic record)            | Recorde da América    | Recorde da América (Americas)         | q                          | Classificado por melhor tempo (Qualified) |   |                                      |
| Melhor marca do ano  | Melhor marca do ano (World leading)          | Recorde asiático      | Recorde asiático (Asian)              | DNS                        | Não largou (Did not start)                |   |                                      |
| Recorde nacional     | Recorde nacional (National record)           | Recorde europeu       | Recorde europeu (European)            | DNF                        | Não terminou (Did not finish)             |   |                                      |
| Recorde pessoal      | Recorde pessoal do atleta (Personal best)    | Recorde da Oceania    | Recorde da Oceania (Oceania)          | DSQ / DQ                   | Desclassificado (Disqualified)            |   |                                      |
| Recorde da temporada | Recorde da temporada do atleta (Season best) | Recorde sul-americano | Recorde sul-americano (South America) | NM                         | Sem marca (No mark)                       |   |                                      |